# Esplanada
Esplanada é um município brasileiro do estado da Bahia. Sua população estimada em 2024 pelo IBGE era de 34 146 habitantes.
Originou-se a partir da sesmaria do Timbó, antiga vila de origem nas terras de João José de Oliveira Leite, o Barão de Timbó. A partir do  fim do século XIX se desenvolveu com os primeiros trilhos de ferrovias. Frades capucinhos chegaram a Esplanada e construíram o grande Convento da cidade. Logo depois, Antônio Conselheiro e seus seguidores chegaram à vila e edificaram o que tornaria-se o cemitério da cidade. A cantora Maria Creuza e a futebolista Sissi são naturais do município.

## História

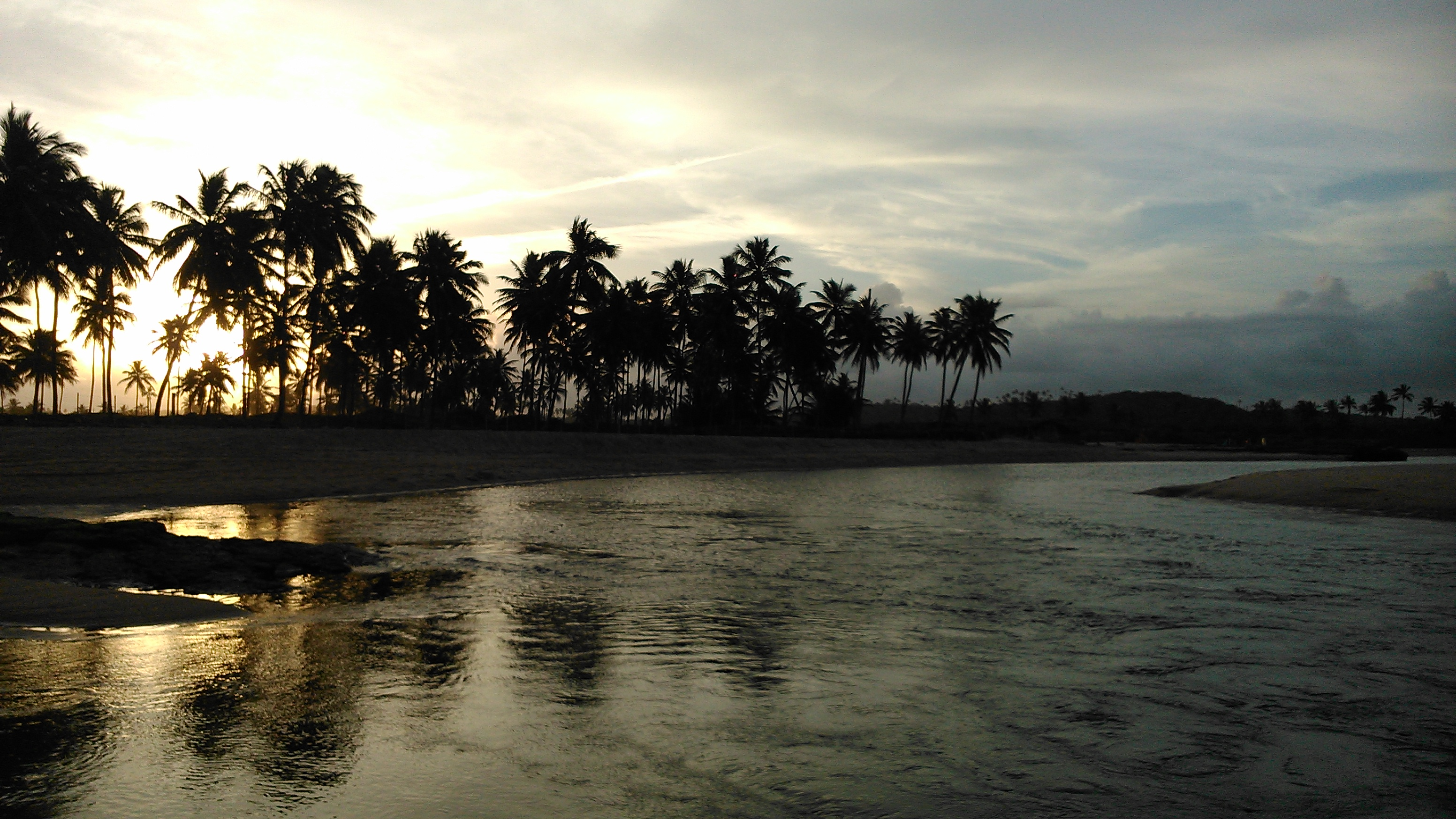
Pôr do sol na praia da Barrinha, em Baixio, no litoral de Esplanada.

No início do século XIX, desbravadores portugueses, em busca de ouro e pedras preciosas se embrenhavam pelos sertões destruindo matas virgens, dizimando e escravizando índios e dando origem à formação de novos povoados. Atraídos pela fertilidade das terras se fixaram na região da então comunidade de Senhora Madre e Itapicuru da Praia, atual cidade do Conde. Ali formaram o Arraial do Timbó com mão de obra escrava e indígena, surgindo assim à aristocracia agrária de Conde.
Segundo os dados do Censo de 1995 (primeiro realizado na Bahia), o município de Esplanada teve origem desse arraial que pertencia ao município de Conde, Timbó, economicamente beneficiado com o advento da estrada de ferro BAHIA-SÃO FRANCISCO, antiga Viação Férrea, hoje Viação Férrea Leste Brasileiro. A referida rodovia se estenderia no trecho Timbó – Alagoinhas.
A partir do ano de 1860, quando se deu início à construção da estrada de ferro, grande números de pessoas se deslocaram e se instalaram no arraial favorecendo o seu desenvolvimento. Em 1886, chega ao Timbó o Coronel Augusto Ribeiro Guimarães, procedente da cidade de Estância – SE. Nessa época a locação da estrada chega a 5 km, sendo construídos galpões e almoxarifado para guardar o material. Um ano após, os operários descobriram um minadouro, a 360 m do canteiro de obras, que deu motivo a um engenheiro edificar ali a estação do Timbó.
Um garimpeiro construiu a primeira casa e a Companhia fez outra que abrigaria o agente e o telegrafista da estação. Várias pessoas se deslocaram do Conde para o local onde foi construída a estação. Uma família ergueu uma pequena capela e muitas casinhas surgiram em torno da mesma. Foi construído um grande depósito junto à estação, destinado à guarda de mercadorias e um vira-mundo para mudar as máquinas do trem de posição para o retorno. Em 1890, outras casas foram construídas e diversas famílias vieram residir no povoado.
Por volta de 1901, Monsenhor Zacarias Luz, a procura de saúde, chega ao local da construção da estação para conhecê-lo. No ano seguinte conseguiu que o arcebispo o nomeasse pároco da cidade vizinha, Aporá, e passou a residir no povoado de Esplanada. Logo fundou uma escola, organizou uma filarmônica com os alunos e deu início a um teatrinho que, anos depois, se tornou o Grêmio da Igreja matriz. Nomeado vigário do povoado, celebrou a primeira comunhão das crianças de Esplanada e do Timbó, instalou o Apostolado da Oração, a Pia das Filhas de Maria e abriu o abrigo de Santo Antonio do Timbó.
No período de 1904 a 1908, os frades Capuchinhos, em missão catequética na região, se instalam e começam a construir o convento que tinha por objetivo ministrar o princípio da doutrina cristã, bem como abrigar os frades idosos e doentes. Conta-se que um deles, mais precisamente no ano de 1889, em passagem pelo arraial e tendo se demorado alguns dias, maravilhado com a localidade, afirmou: “Essa localidade é uma verdadeira esplanada”. Daí a origem do nome do município.
Quando o convento foi inaugurado, em 1908, foi criada definitivamente a paróquia de Esplanada acrescida à de Aporá. No ano de 1909, por causa da estrada de ferro, autoridades, negociantes e cartórios de justiça mudaram-se do Conde para Esplanada e com eles, muitas famílias também fixaram residência no arraial fugindo dos conflitos provenientes da guerra de Canudos. No ano seguinte, 1910, chega a Esplanada o primeiro frade doente, para o hospício (Convento), recém vindo da Itália. Era frei José de Monsano. Em 1917, ele adquiriu terreno e prédio e fundou a Escola Marista, que começou a funcionar em 1924 fazendo um grande bem à comunidade, entretanto por várias dificuldades não se manteve, vindo a fechar. Hoje o prédio é Patrimônio do Convento.
Crescera o efetivo populacional do arraial e já era significativo o seu desenvolvimento. Desse modo, em 10 de julho de 1912, o governo elevou-o à categoria de vila e transferiu a sede do município de Conde para a então Vila de Esplanada, pela Lei Estadual n° 889. Foram criados os Distritos e o Município. Naquela época era município único, formado pelos Distritos de Esplanada (sede), Conde e Palame. No ano de 1921, Esplanada recebeu os foros de cidade, mas continuou como distrito do Conde embora permanecesse como sede deste município (Conde).
O Arraial de Esplanada foi convertido em cidade pelo Decreto Estadual n° 7.455, em 23 de junho de 1931. Em 8 de julho do mesmo ano, através do Decreto 7.479, foi anexado ao seu território o Município de Vila Rica e criada uma subprefeitura, denominada intendência, na antiga Vila do Conde, tendo como intendente o Dr. Virgílio Serra. Sendo que em 1932, desapareceu a denominação intendência que passou a chamar-se prefeitura, por conseguinte e o intendente, prefeito.
Em 1935 foi restaurado o município de Conde, que se desvinculou da Vila de Esplanada e está na condição de mais novo município passa a se formar pelos Distritos de Esplanada (sede), Palame e São José do Mocambo, composição esta que vigora ainda hoje.
Desde então Esplanada vem progredindo a passos largos, sem, no entanto deixar de lado a sua principal característica que a fez conquistar tantos desbravadores: o clima acolhedor. Este, inclusive, como um dos motivos da permanência de vários visitantes, que se tornaram moradores. As pessoas com problemas de saúde encontravam aqui todas as condições favoráveis para o seu pronto restabelecimento. Hoje, além do clima acolhedor, conserva também o dom de receber bem todos que nela se aportam, dando-lhes condições de sobrevivência e uma vida tranquila.

### Esplanada no período do golpe civil-militar de 1964
O município foi ocupado por militares no período que compreende ao golpe  civil-militar de 1964 que destituiu o presidente da República João Goulart (do partido PBT). Nesse fato, o então prefeito do município, o Erikson Orlando de Carvalho Lins (do PSP), foi retirado do cargo de poder, preso, e respondeu  a um Inquérito Policial Militar (IPM) – usaram como argumento de acusação de ele ser elemento “subversivo” e ter atentado contra a “Segurança Nacional".

## Geografia
O munícipio de Esplanada está localizado no Litoral Norte da Bahia, e, de acordo com o IBGE, fazia parte (até 2017) da mesorregião do Nordeste Baiano, e da microrregião de Entre Rios. Atualmente, faz parte da região intermediária de Salvador, e da região imediata de Alagoinhas. Seu território pertence ao Sistema Costeiro-Marinho.
A área da unidade territorial do município é de 1.299,355 km². O seu bioma é a Mata Atlântica.

## Economia
O PIB per capita da cidade foi de R$ 17.024,93 no ano de 2018, conforme dados do IBGE.

### Turismo

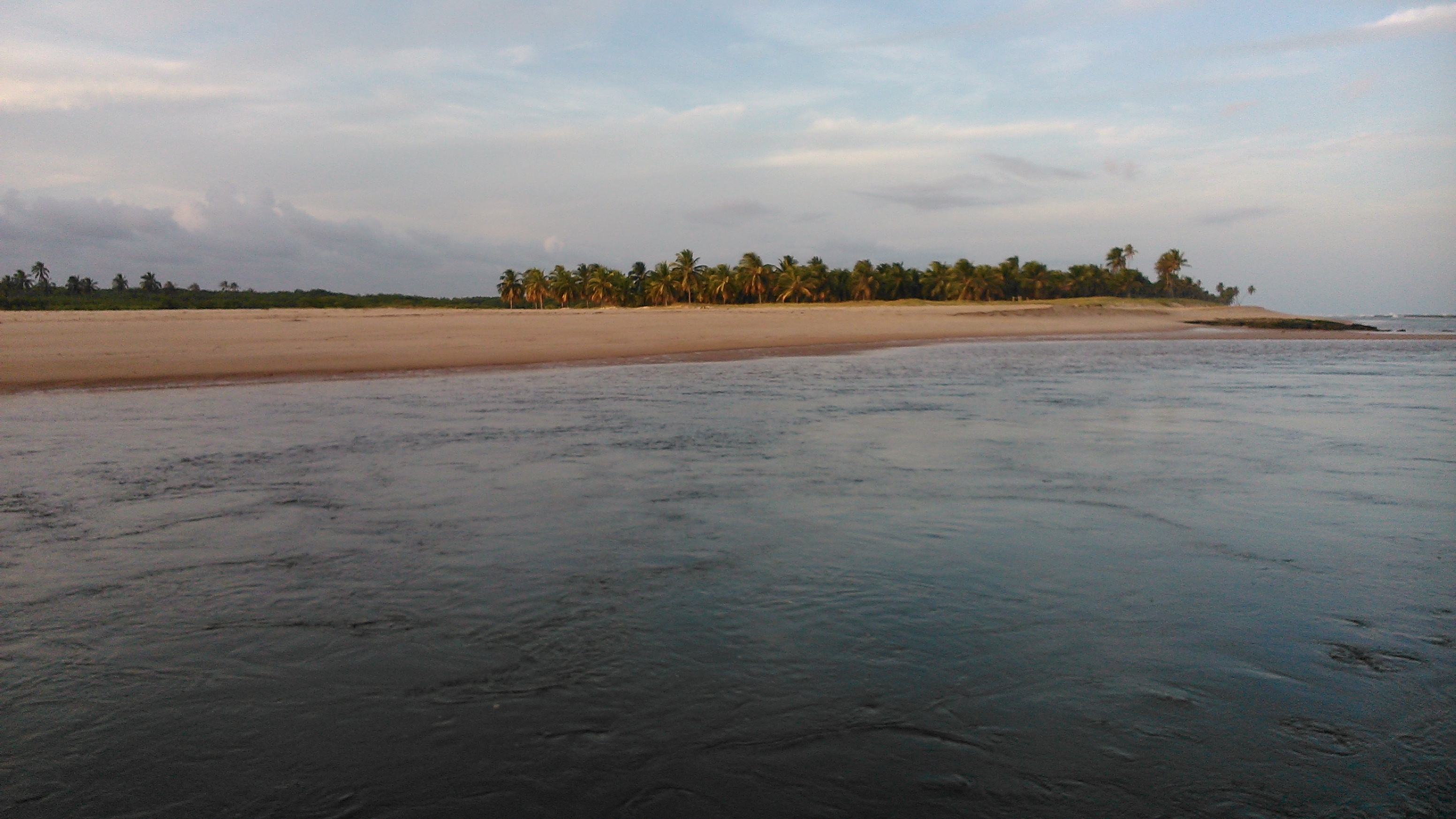
Praia de Barrinha, em Baixio, Esplanada-BA

Fazem parte do munícipio praias ótimas que atraem turistas de diversos lugares. Uma delas é a Praia de Baixio, famosa pela beleza natural. Localizada no povoado de mesmo nome, a 124 km de Salvador, esta praia é é um dos destinos mais considerados do Litoral Norte da Bahia tanto por baianos quanto por turistas de outros lugares durante o verão. A praia fica localizada no Povoado de Baixio, pertencente ao munícipio, é de 124km de distância de Salvador. No local há águas cristalinas das cinco lagoas do povoado, apresentando também lindas dunas. Há opção também para os turistas de passeios ecológicos e de trilhas a se fazer na região.

## Cultura

### Patrimônio Cultural
Esplanada tem em seu território um Patrimônio Cultural da Bahia. Um sítio, por nome de Sítio Beliscão, é um acervo arqueológico do Estado, reconhecido pelo Instituto do Patrimônio Artístico e Cultural da Bahia (IPAC). O Sítio tem por classificação: Lítico/Cerâmico.